# Kilimagryllus
Kilimagryllus is een geslacht van rechtvleugeligen uit de familie krekels (Gryllidae). De wetenschappelijke naam van dit geslacht is voor het eerst geldig gepubliceerd in 1910 door Sjöstedt.

## Soorten
Het geslacht Kilimagryllus omvat de volgende soorten:
- Kilimagryllus africanus Walker, 1869
- Kilimagryllus madagascaricus Gorochov, 2004
- Kilimagryllus gyldenstolpei Chopard, 1926
- Kilimagryllus ochraceus Sjöstedt, 1910
- Kilimagryllus steini Saussure, 1878